# ذات

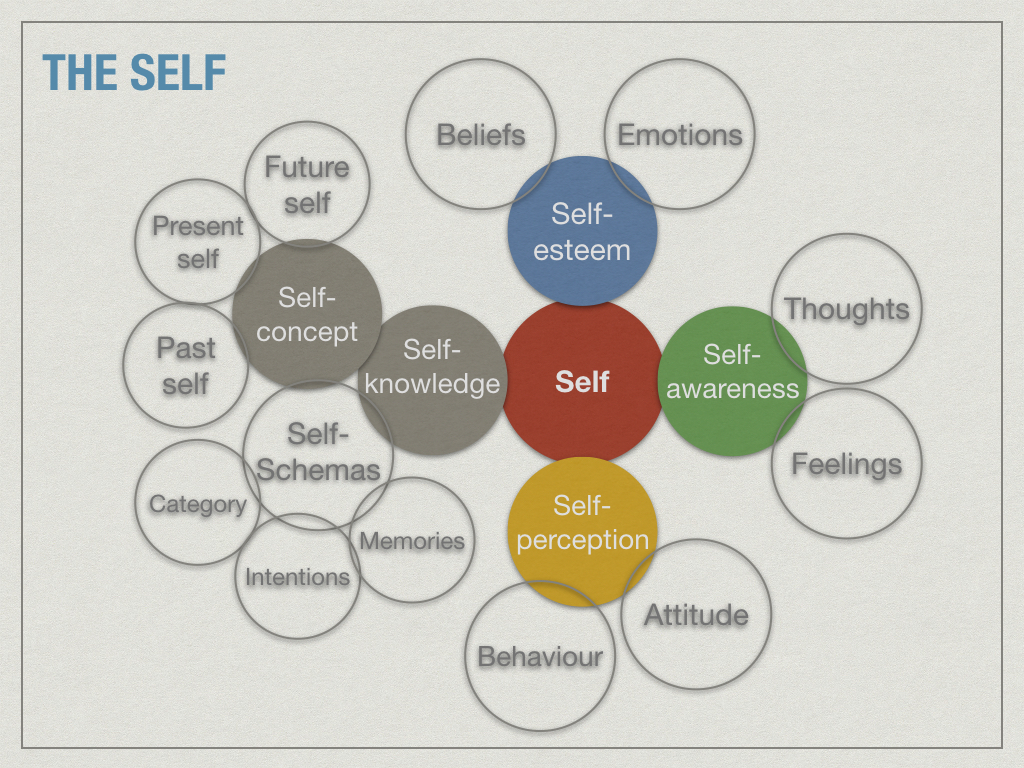
الذات والابعاد المرتبطة بالذات

الذات هو حصيلة تجربة المرء للظواهر المختلفة التي تشكل إدراكه، وعواطفه، وأفكاره. وهي تختلف تماما عن النفس.
وهذا يعني أن أفكار ومشاعر ومدركات الفرد عن نفسه هي ذاته، ومن هنا نشأ علم تطوير الذات وعلم إدارة الذات وغيره.
البيئة الثقافية للفرد، مع حصيلة خبراته الحياتية أثر كبير في بناء شخصيته، أو بمعنى آخر هويته. فالطفل منذ وقت مبكر يبدأ في تكوين هويته متشبهاً بالأشخاص المهمين في البيئة من حوله. ففي الوقت الواحد يتشبه بأمه وأبيه أو أحد إخوته أو معلمه، إلا أن هذا الخلط يفرز شخصية متشعبة ذات أدوار مختلفة، مفككة الأوصال. أما المراهق فلأن خبراته الحياتية لا زالت محدودة فإنه يكون مذبذباً وغير متيقن من أمره وهو يسعى إلى تحقيق ذاته وتكوين هويته. فلذلك تراه يلعب أدواراً متضادة، مثلا في الوقت الواحد يكون مستقلاً ومعتمداً على غيره؛ جريئاً وجباناً؛ متحدياً وخضوعاً؛ جدياً وغير مكترث. وعليه في النهاية تخليص نفسه من لعب هذا الدور المزدوج ومن أن يكون نسخة من غيره، أو التذبذب بين الأدوار لكي يبدأ في تكوين هويته الخاصة به متجاوزاً هذه المرحلة الانتقالية.
ففكرة الفرد عن نفسه تتميز بالتفرد، ولكنها عرضة للتعديل بتأثير الظروف البيئية والاجتماعية التي تحيط به، وبوجهة نظر الآخرين عنه. فالفرد قد يرى ذاته بصورة ايجابية أحياناً، وبصورة سلبية أخرى، إلا أنه بصفة عامة له تصور شبه ثابت عن ذاته.
الذات هي معرفة شخصية، يمكن لأي فرد معرفة ذاته إذا كان صريحا مع المنطق.